# Етельвольд Вінчестерський
Етельвольд Вінчестерський (давньоангл. Æthelwold   904/909 — 984) — єпископ вінчестерський з 963 до 984 року, один з очільників чернечого руху оновлення в англосаксонській Англії.
Чернецтво в Англії IX ст. занепало, почасти через спустошливі напади вікінгів, почасти через схильність мирян до світського духівництва, що було дешевшим і що, як вважалось, ліпше забезпечувало духовні потреби вірян.
Етельвольд став провідником бенедектинської реформи в Англії, хоча й нажив собі ворогів завдяки своїм безжальним методам у боротьбі зі світськими служителями церкви. Його постать визнана ключовою в реформатоському русі, так само, як і його внесок у відродження навчання й мистецтв. Мав також велику політичну вагу, підтримуючи Етельреда Безрадного проти Едварда Мученика; за юнацтва Етельреда був його радником і напутником.

## Життя
Етельвольд походив зі шляхетної родини з Вінчестера. З кінця 920-х рр. служив при дворі короля Етельстана, за словами Етельвольдового біографа Вульфстана «він проводив багато часу в королівській фортеці, як невідлучний супутник короля, навчаючись багато в королівської ради (вітенагемоту), що було йому на корсить і вигоду». 
Король влаштував висвячення Етельвольда на священника, після періоду навчання у Вінчестері він потрапляє до абатства Ґластонбері, де вивчає граматику, метрику, патристику і стає деканом (архипресвітером).
Етельвольд опіклувався освітою майбутнього короля Едґара і з дитинства прищепив йому цікавість до бенедиктинського статуту. 

## Єпископ Вінчестерський

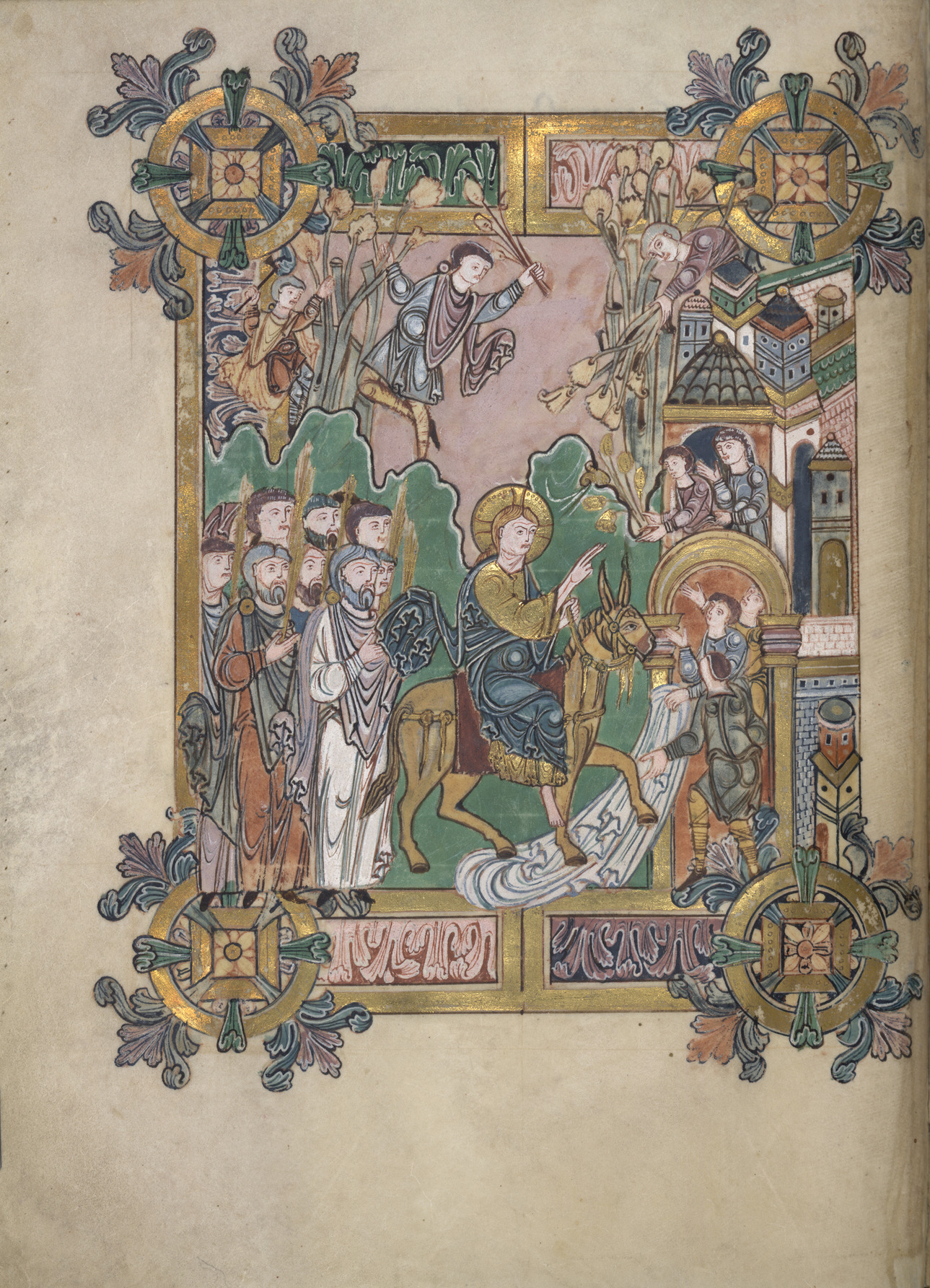
Вхід Господній у Єрусалим із Молитовника Св. Етельвольда (Британська бібліотека)

29 листопада 963 р. Етельвольд стає єпископом Вінчестера і наступного року за згоди короля і за допомогою королівських військових він виганяє світських служителів з Нової й Старої церков Вінчестера і замінює їх ченцями з Абінґдона. Між 964 і 971 рр. Етельвольд перезасновує монастирі в Чертсі, Пітерборо, Мілтон Еббас, Елі, Торні, жіночий монастир Наннамінстер у Вінчестері. Заповзятливо повертрав землі, що як він вважав належали були раніше церковним громадам, підробляючи в разі потреби грамоти й хартії, щоб довести права власності.
Етельвольд був головним адвокатом бенедиктинського статуту за короля Едґара, маючи з його боку повну підримку, праці Етельвольда підкреслюють роль короля у відродженні монастирів. Нещадно борючись із світськими служителями й замінюючи їх на бенедиктинських ченців. Він у своїх писаннях неодноразово пов'язує слова «огидь» і «духівництво», вважаючи останнє нечистим і негідним служіння біля вівтаря, опираючись участи його в службі божій взагалі, бо більшість духівництва була світською, одруженою й не жила за чернечим статутом.
Прихильники називали Етельвольда «батьком ченців» та «ласкавим єпископом», підсумовуючи його роботу реформатора.
Бенедиктинці значуще перевершували світське духівництво в усьому, що стосувалося науки й школи. Етельвольд особисто навчав старших учнів у Вінчестері. Його збережений творчий спадок латинською й давньоанглійською мовами доводять, що він був видатний вчений, а його твори, написані місцевим різновидом давньоанглійської мови відіграли велику роль у постанні унормованої давньоанглійської мови.  
Частину своїх статків Етельвольд використував на пребудову церков, він був ласкавцем витворів церковного мистецтва, але вони не дійшли до наших днів, на відміну від письменних творів.
Створені ним майстерні продовжували роботу й по його смерті, будучи відомими як удома, так і за кордоном. 
Достеменно відомо, що саме Етельвольд був єпископом у добу, коли вінчестерська школа ілюминованих рукописів сягнула вершини своєї діяльності, а найважливіший рукопис цієї школи, Молитовник Св. Етельвольда (Британська бібліотека), виготовлено на його замовлення.

## Смерть і посмертне вшанування
Помер Етельвольд 1 серпня 984 у Беддінґтоні, Суррей. Поховано його в крипті Старої церкви у Вінчестері, але за 12 років по тому житель Валлінґфорда на ім'я Ельфгельм заявив, що вилікувався від сліпоти, відвідавши усипальню Етельвольда. Це було сприйнто як ознаку для визнання Етельвольда святим, його труну перенесено з крипти до хора. Літургійне свято Етельвольда припадає на 1 серпня, але його ніколи формально не канонізовували.